# كأس السوبر الإفريقي 2023
كأس السوبر الأفريقي 2023 (رسميًا كأس السوبر الأفريقي توتال إنرجيز 2023 لأسباب الرعاية) هي النسخة ال32 من كأس السوبر الأفريقي، وهي مباراة كرة قدم سنوية في أفريقيا ينظمها الاتحاد الأفريقي لكرة القدم، بين بطلي آخر نسخة من مسابقات الأندية الأفريقية، وهي دوري أبطال أفريقيا وكأس الكونفيدرالية الأفريقية.
لُعبت المباراة بين الأهلي المصري بطل دوري أبطال أفريقيا 2022–23 واتحاد العاصمة الجزائري بطل كأس الكونفيدرالية الإفريقية 2022–23 وأقيمت في ملعب مدينة الملك فهد الرياضية في مدينة الطائف بالسعودية. انتهت المباراة بفوز اتحاد العاصمة على الأهلي بهدفٍ دون رد.

## الفريقان
| الفريق        | المنطقة      | طريقة التأهل                            | حضور سابق (الخط الغليظ يشير إلى بطل تلك النسخة)                    |
| ------------- | ------------ | --------------------------------------- | ------------------------------------------------------------------ |
| اتحاد الجزائر | شمال أفريقيا | بطل كأس الكونفيدرالية الإفريقية 2022–23 | لم يتوج باللقب من قبل                                              |
| الأهلي        | شمال أفريقيا | بطل دوري أبطال أفريقيا 2022–23          | 8 (2002، 2006، 2007، 2009، 2013، 2014، 2021 (مايو)، 2021 (ديسمبر)) |

## القوانين
كأس السوبر الأفريقي عبارة عن مباراة واحدة، تقام على ملعب محايد (كانت تقام على ملعب بطل دوري أبطال أفريقيا)، مع تحديد بطل دوري أبطال أفريقيا كـ «مُضيف» لأغراض إدارية. في حالة انتهى الوقت الأصلي بالتعادل، لا يلعب وقت إضافي، بل يتم اللجوء مباشرة ضربات الجزاء الترجيحية.

## المباراة
| الأهلي | 0 - 1 | اتحاد الجزائر         |
| ------ | ----- | --------------------- |
|        |       | بلعيد 43' (ركلة جزاء) |

| الأهلي | اتحاد الجزائر |

## روابط خارجية
- الموقع الرسمي